# Sambolabo
Sambolabo est un village de la commune de Banyo situé dans la région de l'Adamaoua et le département du Mayo-Banyo au Cameroun.

## Population
En 1967, Sambolabo comptait 334 habitants, principalement des Foulbe et des Nyam-Nyam.
Lors du recensement de 2005, 3 143 personnes y ont été dénombrées.